# 福岡県立小倉工業高等学校
福岡県立小倉工業高等学校（ふくおかけんりつこくらこうぎょうこうとうがっこう、英: Fukuoka Kokura Technical High School）は、福岡県北九州市小倉北区白萩町にある公立の工業高等学校である。
北九州市内や京築地域から通学する生徒が多いが、県内全域から受験が可能である。通称は「小倉工業」「工業」など。校内略称は「倉工」。

## 学科
全日制
平成18年入学生まで
- 電子機械科（旧 機械科）
- 工業化学科
- 電子科（旧 電気通信科）
- 電気科
- 設備工業科（平成21年3月で閉科）

平成19年度入学生より3系5学科10コースとなった。
機械系
機械科
- 生産技術コース
- 自動車工業コース

電子機械科
- 設計開発コース
- 機械制御コース

電気系
電気科
- 電力管理コース
- 電気制御コース

電子科
- ネットワーク技術コース
- コンピュータ技術コース

化学系
工業化学科
- 環境分析コース
- 化学プラントコース

## 歴史
- 1899年4月　福岡県企救郡西紫村大字篠崎に福岡県立福岡工業学校小倉分校新設し金工科（現 電子機械科）を置く（企救郡長村岡益章より敷地1,108坪を寄付）
- 1902年4月　福岡県立福岡工業学校分校を廃止し、福岡県立小倉工業学校を設置し開校。修業年限を4年とする
- 1909年4月　電気科を増設
- 1925年4月　名称を福岡県小倉工業学校と改称
- 1937年10月　第二部機械科を設置
- 1939年4月　第二本科機械科を設置
- 1942年4月　本科を一種・二種に分ち、新たに第一種応用化学科、第二種電気科を設置
- 1948年4月　校名を福岡県立小倉工業高等学校と改称
- 1954年4月　電気通信科を増設
- 1962年4月　機械工作科を増設
- 1964年4月　電気通信科を電子科と科名変更
- 1972年4月　機械工作科を設備工業科に転科
- 1990年4月　機械科を電子機械科に転科
- 2008年4月　設備工業科を機械科に転科

## 部活動
運動部
- 野球部

選抜高等学校野球大会9回、全国高等学校野球選手権大会8回、合計17回の出場を誇る県内有数の古豪。ただし、1967年夏の甲子園を最後に出場は遠ざかっている。
- バスケットボール部

全国高等学校総合体育大会1972年3位、1980年2回戦進出。全国高等学校バスケットボール選抜優勝大会1981年ベスト8に進出している。
- 陸上競技部
- バレーボール部
- バドミントン部
- サッカー部
- ハンドボール部
- ソフトテニス部
- 総合運動部（水泳）
- 空手道部
- ラグビー部
- 卓球部
- 応援部

文化部
- メディア（写真）部
- ものづくり（旋盤）部
- ものづくり（ロボット）部
- 美術部
- 書道部
- 文芸部
- 吹奏楽部
- エレクトロニクス技術部
- 郷土芸能部
- インターアクト部
- 部落解放研究部

## 著名な出身者

### アート・文芸
- 岩下俊作 - 小説家（富島松五郎伝／無法松の一生）
- 村野藤吾 - 建築家（元日本建築家協会会長）
- サイトウマコト - 美術家（元日本グラフィックデザイナー協会副会長）

### スポーツ
- 新富卯三郎 - 元プロ野球選手（東京巨人軍）
- 玉井栄 - 元プロ野球選手（大阪タイガース）
- 河村章 - 元プロ野球選手（名古屋軍）
- 花田勘一郎 - 元プロ野球選手（南海ホークス）
- 末永吉幸 - 元プロ野球選手（東映フライヤーズ）
- 小形利文 - 元プロ野球選手（東映フライヤーズ）
- 横山晴久 - 元プロ野球選手（東映フライヤーズ）
- 斎藤英雄 - 元プロ野球選手（近鉄バファローズ）
- 松浦正 - 元プロ野球選手（中日ドラゴンズ）
- 田島克彦 - 元プロ野球選手（阪急ブレーブス）
- 松永浩美 - 元プロ野球選手（阪急ブレーブス） ※中退
- 森博幸 - 元プロ野球選手（西武ライオンズ）
- 丸山翔大 - プロ野球選手（東京ヤクルトスワローズ）
- 北出尚大 - 元プロサッカー選手（セレッソ大阪）
- 佐々木洋 - 元プロサッカー選手（セレッソ大阪）
- 有田稜 - プロサッカー選手（いわきFC）

### 政治
- 成重光真 - 政治家（元日本社会党衆議院議員）

### 経済
- 山田晁 - 経営者（ダイキン工業創業者）
- 倉田主税 - 経営者（日立製作所二代目社長・会長）

## アクセス
最寄りの鉄道駅
- JR九州
  - 鹿児島本線・日豊本線「西小倉駅」
  - 日豊本線「南小倉駅」

最寄りのバス停
- 西鉄バス北九州「小倉工業高校前」バス停

最寄りの道路
- 福岡県道271号下到津戸畑線
- 高峰町板櫃町1号線
- 北九州都市高速1号線「下到津出入口」

## 周辺
- 西南女学院大学
- 福岡県立小倉高等学校
- 北九州市立板櫃中学校
- 北九州市立小倉北特別支援学校

## リンク
- 公式ウェブサイト
- 福岡県立小倉工業高等学校　同窓会事務局本部　北辰会
- 地図 - Google マップ